# 그랑프리 (2010년 영화)
그랑프리는 2010년 공개된 대한민국의 영화이다.

## 배역
- 김태희 : 서주희 역
- 양동근 : 이우석 역
- 박근형 : 황만출 역
- 고두심 : 고유정 역
- 박사랑 : 양소심 역
- 우현 : 박광호 역
- 송재림 : 이인재 역
- 이혜은 : 오강자 역
- 송옥숙 : 주희 모 역